# Sardinsk grottsalamander
Sardinsk grottsalamander  (Speleomantes genei) är ett stjärtgroddjur i familjen lunglösa salamandrar. Arten kallas också Hydromantes genei och Atylodes genei.

## Utseende
Arten har en mörkbrun till svart ovansida med ett spräckligt mönster av bruna, olivgröna, grågröna eller mera sällan gulbruna fläckar. Ibland har ryggsidan också vita prickar. Buken är ljus med ett mörkare, spräckligt mönster. Honan kan bli upp till 12,5 cm lång, hanen 11,5 cm. Benen är långa.

## Utbredning
Den sardinska grottsalamandern finns på sydvästra delen av den italienska ön Sardinien (regionen Sulcis-Iglesiente).

## Vanor
Arten är en skicklig klättrare som återfinns upp till 650 meters höjd i fuktiga, svala grottor (under 17 °C), i klippspringor och i skogar i närheten av vatten (trots att arten ej är vattenlevande). Bytet fångas med hjälp av den utskjutbara tungan. De få äggen läggs på land och ger upphov till fullbildade individer som inte genomgår någon förvandling. 
Som alla salamandrar i familjen saknar den lungor, och andas i stället med huden och svalget, som har blodkärlsrika fåror för att underlätta syreupptaget.

## Status
Den sardinska grottsalamandern är sårbar ("VU"), klassning "B1ab(iii)", främst på grund av den begränsade populationen och det lilla antalet individer, men minskar också på grund av skogsavverkning, gruvdrift, urbanisering och insamling. Den är upptagen i EU:s habitatdirektiv (bilaga 4).